# Джастін Лекганья
Джастін Метсінґ Лекганья (англ. Justin Metsing Lekhanya; 7 квітня 1938 — 20 січня 2021) — лесотський військовик і політик, третій прем'єр-міністр, міністр оборони та голова Військової ради королівства Лесото.

## Біографія
Народився 1938 року в Таба-Цека. Початкову та середню освіту здобував у римо-католицьких школах. Працював у копальнях Південної Африки. 1960 року, після повернення на батьківщину, вступив до лав кінної поліції, а вже 1965 очолив взвод воєнізованої поліції. На початку 1970-их років пройшов навчання в поліцейських академіях ПАР і Родезії, 1975 року отримавши звання генерал-майора. Будучи керівником воєнізованої поліції, реалізував її перетворення на Воєнізовані сили Лесото, що нині є Силами оборони Лесото.
1986 року очолив військовий переворот, в результаті якого було повалено режим прем'єр-міністра Леабуа Джонатана. Після того він же й очолив уряд Лесото. На посаді прем'єр-міністра Лекганья намагався налагодити відносини з Південно-Африканською Республікою, що були зіпсовані через підтримку Джонатаном Африканського національного конгресу. Спочатку новий прем'єр-міністр надав королю Мошвешве II ширші повноваження, втім згодом між ними почались суперечки та, зрештою, 1990 року Лекганья повалив монарха. Проте вже наступного року генерал сам став жертвою військового перевороту та був змушений залишити крісло прем'єр-міністра.
Замість того, щоб залишити політику, Лекганья пішов в опозицію й 1993 року брав участь у парламентських виборах, але зазнав невдачі. 1999 року він очолив опозиційну Національну партію Басуто. На парламентських виборах, що відбулись 2002 року Лекганья знову зазнав поразки від представника урядового Конгресу за демократію. Менше з тим, він все ж потрапив до лав Національної асамблеї за пропорційною системою.
31 травня 2006 року депутатський мандат Лекганьї було тимчасово призупинено, нібито через залякування голови Національних зборів. Разом з ним відсторонили ще кількох членів Національної партії Басуто, але на менший термін. 2010 року після винесення вотуму недовіри Лекганья втратив посаду лідера партії.
20 січня 2021 року Лекганья помер у лікарні в Масеру.